# Двухмерная ядерная магнитно-резонансная спектроскопия
Двухмерная ядерная магнитно-резонансная спектроскопия (2D NMR) — один из видов ядерной магнитно-резонансной спектроскопии, в котором данные распределены в пространстве по двум осям. Виды двухмерной ЯМР включают в себя корреляционную спектроскопию (COSY), J-спектроскопию, обменную спектроскопию (EXSY), а также ядерную спектроскопию с эффектом Оверхаузера (NOESY). Двухмерная ЯМР представляет больше сведений о структуре молекулы, чем одномерные ЯМР спектры и особенно удобна в установлении структуры молекулы, особенно сложных молекул, структуру которых тяжело установить с помощью одномерной ЯМР.
Первый двухмерный эксперимент, COSY, был предложен Жаном Жеенером, профессором франкоязычного Брюссельского Свободного Университета в 1971 году. Этот эксперимент был позднее исполнен Уолтером П. Ауэ, Энрико Бартольди и Рихардом Эрнстом, которые опубликовали свою работу в 1976 году.

## Общие сведения
Каждый эксперимент состоит из последовательности импульсов радиочастот (англ. RF) с периодами задержки между ними. Время, частота и интенсивность этих импульсов позволяют разделить эксперименты ЯМР друг от друга. Почти все двухмерные эксперименты имеют 4 стадии:
1. подготовительный период, когда посредством радиочастотных импульсов намагничиваются связи;
2. период развития, определенная продолжительность времени, в течение которой нет никаких импульсов и ядерные спины прецессируют свободно;
3. период смешивания, когда на связи действуют другой серией импульсов до такой степени, что появляется видимый сигнал;
4. период определения, в течение которого сигнал свободной индукции из образца наблюдаем как функция времени, в манере, идентичной одномерной FT-ЯМР[4].

Два измерения двухмерной ЯМР — две оси частот химических сдвигов. Каждая ось частот ассоциирована с одной или двумя временными переменными — длина эволюционного периода (эволюционное время) и время протекающее во время периода детекции (время детекции). Оба этих времени конвертируются из серии времени в серию частот посредством двухмерного преобразования Фурье. Каждый двухмерный эксперимент генерируется как серия одномерных экспериментов с разным специфическим эволюционным временем в серии последовательных экспериментов, с полной продолжительностью периода детекции, записанного в каждом эксперименте.
Конечный результат — изображение, показывающее значения интенсивности для каждой пары различных частот. Интенсивность пиков на спектре может быть представлена с использованием третьего измерения. Проще говоря, интенсивность отображается посредством контурных линий или различных цветов.

## Гомоядерные межсвязные корреляционные методы
В этих методах перенос намагниченности происходит между ядрами одного вида через т. н. «константу соединения» (англ. J-coupling) ядер, соединенных друг с другом несколькими связями.

### Корреляционная спектроскопия (COSY)
Первая и самая популярная двухмерная ЯМР — гомоядерная корреляционная спектроскопия (COSY), которая используется для идентификации спинов, соединенных друг с другом. Она состоит из единичного радиочастотного импульса (p1), за которым следует определенное эволюционное время (t1), за которым в свою очередь следует второй импульс (p2), за которым следует время измерения (t2).
Двухмерный спектр, получаемый в эксперименте COSY, показывает частоты единичного изотопа, чаще всего водорода (1H) по обеим осям. (Техника эксперимента была также усовершенствована для генерирования гетероядерного корреляционного спектра, в котором обе оси соответствуют разным изотопам, например, 13C и 1H). Спектры COSY показывают два вида пиков:
1. Диагональные пики имеют одинаковую частотную координату на каждой оси и выстраиваются по диагонали спектра;
2. Кросс-пики имеют разное значение для каждой частотной координаты и находятся вне диагональной линии.

Диагональные пики соответствуют пикам в экспериментах одномерной ЯМР (1D-NMR), в то время как кросс-пики показывают связывание между парой атомных ядер (более, чем мультиплетное разделение показывает связывание в 1D-NMR).
Кросс-пики возникают в результате феномена, который называется «Перенос намагниченности» (англ. magnetization transfer), и их присутствие обозначает, что два атомных ядра связаны и имеют два разных значения химического сдвига, которые и дают координаты кросс-пика. Каждое связывание дает два симметричных кросс-пика над и под диагональю. Таким образом, кросс-пик возникает, когда существует корреляция между сигналами спектра для каждой из двух осей в данных значениях. Поэтому можно определить, какие атомы соединены друг с другом (в диапазоне небольшого количества химических связей) посмотрев на кросс-пики между разными сигналами.
Легкий наглядный способ определить, какую связь представляет кросс-пик, это найти диагональный пик непосредственно над или под кросс-пиком, и другой диагональный пик непосредственно слева или справа от кросс-пика. Атомные ядра, представленные теми двумя диагональными пиками, связаны друг с другом.
Справа — пример COSY ЯМР-спектра прогестерона в DMSO-d6. Спектр, который находится вдоль каждой из двух осей — обычный одномерный спектр 1H NMR. Нагромождение пиков видно по диагонали, в то время как кросс-пики располагаются симметрично над и под диагональю.
COSY-90 самый распространенный эксперимент COSY. В COSY-90 импульс p1 поворачивает спин атомного ядра на 90°. Другим видом COSY является эксперимент COSY-45. В COSY-45 45-градусный импульс используется вместо 90° для первого импульса p1. Преимущество метода COSY-45 в том, что диагональные пики менее выделяются, таким образом легче соотносить кросс-пики около диагонали в случае анализа крупных молекул. Кроме того, относительные знаки константы связывания могут быть получены в эксперименте COSY-45. Это не возможно в COSY-90. В общем, COSY-45 дает более чистый спектр, в то время как метод COSY-90 более чувствительный.
Другой вид COSY — двухквантовый фильтрованный COSY (англ. Double quantum filtered (DQF COSY)). DQF COSY использует способ выбора когерентности, такой как вращение (циклизация) фазы или градиент импульсного поля, которые инициируют единственные сигналы из двухквантовой когерентности, чтобы дать обозримые сигналы. Это имеет эффект уменьшения интенсивности диагональных пиков и изменения их кривой: от широкой «рассеивания» до чёткой «поглощения». Это также убирает диагональные пики несвязанных атомных ядер. Все это имеет преимущество — получается чистый спектр, на котором диагональные пики не будут заслоняться кросс-пиками, которые на обычном COSY спектре более бледные.

### Особая корреляционная спектроскопия (ECOSY)
Метод ECOSY был разработан для точного измерения малых J-связываний. Он использует систему трех активных атомных ядер (спиновая система SXI) для измерения неразрешённого связывания с помощью большего связывания, которое разрешается в перпендикулярном измерении к малому связыванию.

## Гетероядерные межсвязные корреляционные методы
Гетероядерная корреляционная спектроскопия дает сигналы, основанные на соединении между двумя ядрами двух разных видов. Зачастую эти ядра — протоны и другие ядра (т. н. «гетероядра», англ. heteronucleus). Исторически сложилось так, что эксперименты, которые записывают протонный, нежели гетероядерный спектр во время детекции, называются «обратными» экспериментами (англ. «inverse» experiments). Причина этого в том, что низкое естественное содержание большинства гетероядер приведет к тому, что протонный спектр будет перегружен сигналами от молекул у которых нет активных гетероядер, таким образом обзор желаемых связанных сигналов становится бесмыссленным. С появлением методов подавления этих нежелаемых сигналов, эксперименты с «обратной» корреляцией, такие как HSQC, HMQC, и HMBC используются сегодня чаще всего. «Нормальная» гетероядерная корреляционная спектроскопия, в которой записывается гетероядерный спектр, называется HETCOR.

### Гетероядерная одноквантовая корреляционная спектроскопия (HSQC)
HSQC определяет корреляции между атомными ядрами двух разных типов, которые разделены одной связью. Этот метод дает один пик для пары связанных ядер, чьи две координаты — это химические сдвиги двух связанных атомов.

### Гетероядерная многосвязная корреляционная спектроскопия (HMBC)
HMBC определяет гетероядерные корреляции на расстоянии до 2-4 связей. Сложность в определении много-связных корреляций в том, что последовательности HSQC и HMQC имеют специфическую задержку во времени между импульсами, которые позволяют определение только в пределах специфической константы связывания. Это не проблема в методах одной связи, так как константы связывания обычно находятся в узком диапазоне, но константа связывания кратной связи покрывает гораздо более широкие интервалы и не может быть захвачена в единственном HSQC или HMQC эксперименте.
В HMBC эта трудность преодолевается путём пренебрежения одной из этих задержек из последовательностей HMQC. Это увеличивает диапазон констант связывания, которые могут быть определены, а также уменьшает потерю сигнала от релаксации. Однако же, это уничтожает возможность расщепления спектра и приносит в сигнал искажение фазы. Существует модификация метода HMBC, которая подавляет односвязные сигналы и оставляет только сигналы кратных связей.

## Межпространственные корреляционные методы
Эти методы устанавливают корреляции между ядрами, которые физически близки друг к другу, вне зависимости от расположения связей в молекуле между ними. Они основаны на ядерном эффекте Оверхаузера (англ. Nuclear Overhauser effect (NOE)), согласно которому близлежащие атомы (на расстоянии примерно 5 Å) подвергаются кросс-релаксации, основанной на механизме спин-решеточной релаксации.

### Ядерная спектроскопия с эффектом Оверхаузера (NOESY)
В NOESY для установления корреляции между ядерными спинами используется ядерная кросс-релаксация Оверхаузера во время периода смешивания. Полученный спектр похож на COSY, с диагональными пиками и кросс-пиками. Однако, кросс-пики связывают резонанс ядер, которые близки пространственно, а не связаны между собой непосредственными связями. Спектры NOESY также содержат дополнительные осевые пики (англ. axial peaks), которые не дают дополнительной информации и могут быть убраны в другом эксперименте путём переключения фазы первого импульса.

## Многомерные методы
Существуют также трёх- и четырёхмерные эксперименты, которые проводятся путём пропускания пульсовой частоты 2 или 3 двухмерных экспериментов подряд. Многие из обычно проводимых трёхмерных экспериментов, однако, являются экспериментами тройного резонанса; например, HNCA и HNCOCA, которые часто используются в ЯМР белков.